# Diaptomus sanguiensis
Diaptomus sanguiensis är en kräftdjursart som beskrevs av S. A. Forbes 1882. Diaptomus sanguiensis ingår i släktet Diaptomus och familjen Diaptomidae. Inga underarter finns listade i Catalogue of Life.